# Mahina
Mahina – miasto w Polinezji Francuskiej, na wyspie Tahiti.
W 2008 roku liczyło 14 609 mieszkańców i było czwartym co do wielkości miastem w kraju.